# Quadrilátero funcional
Por quadrilátero funcional entende-se o arranjo das construções nas fazendas de café do Vale do Paraíba Fluminense .  Estas construções vêm a sera a casa grande, a senzala, os engenhos, as tulhas, o paiol, os armazéns, as estrebarias e os chiqueiros. O quadrilátero funcional poderá em alguns casos definir o terreiro de café, porém na maioria das fazendas ele não é perceptível de imediato, pois as construções se encontram mais dispersas. Já  nos casos de fazendas menores, todas essas construções poderão estar anexadas à casa grande
formando um só edifício.”.